# 吉田信啓
吉田 信啓（よしだ のぶひろ、1936年 - 2016年）は、日本の考古学者、元教員、元コラムニスト。
ペトログラフ（岩石文字）研究の第一人者であり、日本ペトログラフ協会の会長。

## 来歴
1936年（昭和11年）、福岡県行橋市で生まれる。
1960年（昭和35年）に広島大学文学部文学科言語学専攻を卒業後、同大学院の英語学英文学専攻を修了した。大学院時代には中国放送のラジオ番組の契約構成作家として学校放送を担当した。
その後、教員免許を取得し、地方公務員の教員となり、広島県立庄原格致高等学校、福岡県立小倉高等学校、福岡県立修猷館高等学校などで英語教諭として37年間勤務し、1997年（平成9年）に定年退職した。
高校教諭として勤める傍ら、西日本新聞の社外スタッフとして文化・学芸欄を中心に、24年間にわたり考古学、美術評論、民芸、陶芸などのコラムを執筆した。
1977年（昭和52年）から岩石に刻まれた文字や文様（ペトログラフ）の国際研究に入り、文部省（現・文部科学省）科学研究で「九州の民窯の総合調査」「西日本の格天井絵馬総合調査」「環太平洋分布のペトログラフの文化社会学的総合調査」などの文部省科学研究を5回、下中科学研究を2回実施した。
1989年（平成元年）には国際岩石芸術学会連合の日本代表となり、東南アジアや欧米などで十数回の研究調査を実施し、「行動する国際研究者」として世界の学会活動で活躍している。
2001年3月8日には同学会の「ペトログラフ・盃状穴部門議長」に選任された。著書にはペトログラフ関係の他、英語関係のものも多数ある。

## 著書

### 単著
- 『超古代、日本語が地球共通語だった! : 岩刻文字が明かした古代"ワン・ワールド"の謎』 徳間書店 1991年 ISBN 4195546818
- 『日本のペトログラフ : 古代岩刻文字入門』 六興出版 1991年 ISBN 4845350750
- 『超古代日本は世界の臍だった : 石が語り始めた超古代日本の謎』 文化評論出版社 1993年 ISBN 4830215046
- 『ペトログラフ・ハンドブック : ペトログラフ探索調査手帳』 中央アート出版社 1994年 ISBN 4886396992
- 『神字日文解 : ペトログラフが書き換える日本古代史』 中央アート出版社 1994年 ISBN 4886397077
- 『岩刻文字の黙示録 : 超古代、日本語が地球共通語だった!2』 徳間書店 1995年 ISBN 4198602786
- 『奇跡のペトログラフパワー : 超医学は実在する』 たま出版 1996年 ISBN 4884814401
- 『祭祀遺跡の黙示録 : 古代岩石芸術とは何か』 中央アート出版社 1996年 ISBN 4886397751
- 『神々の遺産 : 岩録文像の謎』 中央アート出版社 1997年 ISBN 4886398030
- 『神字日文考 : 九州古代王朝の謎を解く!!』 中央アート出版社 1999年 ISBN 4886399193
- 『先史海民考』 中央アート出版社 2001年 ISBN 4813600166
- 『ペトログラフの超医学パワー : ペトログラフ岩に込められた原初宇宙パワーが難病を癒す!』 たま出版 2001年 ISBN 4812701465
- 『魔法の石』 中央アート出版社 2003年 ISBN 4813601804
- 『「文化天象学」事始』 中央アート出版社 2005年 ISBN 4813603165
- 『超古代、最古・最高・最尖端文明は縄文日本だった! : ペトログラフ学の世界的泰斗が明かす』 ヒカルランド 2013年 ISBN 4864711135

### 共著
- 『地球文化史 : 世界霊文明の発祥』 たま出版 1996年 ISBN 4884814673
- 『宇宙意識への扉』 中央アート出版社 1998年 ISBN 4886398677
- 『安心院縄文 : 安心院縄文会機関誌』 安心院縄文会 1999年
- 『日本の神が世界指令となる』 WNCEI北九州本部出版局 2000年

### 翻訳
- 『古代、アメリカは日本だった : ネイティブ・アメリカンが証明した 「失われた旭日帝国」の謎を解く』 徳間書店 1992年 ISBN 4195550009

### 論文
- 『Comparative studies on Hawaiian, European & Japanese Rock Features（A SUTUDY NOTE for UNESCO WORLD HERITAGE COMMITTEE）』 東亜大学 2005年 ISSN 1348-8414[4]